# Thwaitesia rhomboidalis
Thwaitesia rhomboidalis là một loài nhện trong họ Theridiidae.
Loài này thuộc chi Thwaitesia. Thwaitesia rhomboidalis được Eugène Simon miêu tả năm 1903.